# Benjamin Guinness
Arthur Francis Benjamin Guinness, 3r comte d'Iveagh (20 de maig del 1937 - 1992), fou un empresari i polític irlandès pertanyent a l'elit anglo-irlandesa.
Cas únic a la seva època, Guinness fou membre de dues cambres altes alhora, la Cambra dels Lords britànica entre el 1967 i el 1992, i el Senat irlandès entre el 1973 i el 1977.